# Sigmaringa Seixas
Luiz Carlos Sigmaringa Seixas (Niterói, 7 de novembro de 1944 – São Paulo, 25 de dezembro de 2018) foi um advogado, administrador e político brasileiro. Sigmaringa foi deputado federal pelo Distrito Federal.

## Biografia
Filho de Antonio Carlos Sigmaringa Seixas e Hermengarda Rosendo Seixas, formou-se em Administração Pública pela Fundação Getúlio Vargas em 1967 e em Direito em 1968 pela Universidade Federal Fluminense. Foi advogado de políticos até mudar para Brasília, onde foi conselheiro da Ordem dos Advogados do Brasil no Distrito Federal (1976–1984), período em que também foi consultor da Anistia Internacional, membro da Comissão Brasileira de Justiça e Paz e vice-presidente do Comitê Brasileiro de Anistia na capital federal.
Filiado ao PMDB após o fim do bipartidarismo no Governo João Figueiredo, trabalhou na Fundação Pedroso Horta e dirigiu o Departamento Federal de Justiça durante a passagem de Fernando Lyra pelo Ministério da Justiça no começo do Governo José Sarney, entre 15 de março de 1985 e 14 de fevereiro de 1986, cargo do qual se afastou para eleger-se deputado federal pelo Distrito Federal em 1986. Participou da Assembleia Nacional Constituinte que elaborou a Constituição de 1988, ano em que fundou o PSDB. No Distrito Federal, também aderiram ao novo partido o senador Pompeu de Sousa e o deputado Geraldo Campos, dentre outras lideranças. Foi reeleito em 1990 e foi voto a favor da abertura do processo de impeachment do presidente Fernando Collor em 1992.
Derrotado ao tentar um mandato de senador pelo Distrito Federal em 1994, filiou-se ao PT e foi candidato a vice-governador na chapa de Cristovam Buarque em 1998, sendo derrotados em segundo turno pela chapa de Joaquim Roriz e Benedito Domingos. Foi reeleito deputado federal em 2002, e ficou numa suplência na eleição seguinte.
Foi sondado em mais de uma oportunidade para ser indicado a Ministro do Supremo Tribunal Federal na gestão do ex-presidente Luiz Inácio Lula da Silva. Mas recusava dizendo: "não me preparei para ser ministro do Supremo, não estudei Direito o quanto é necessário para estar lá, não quero me apoiar em assessores jurídicos como muitos fazem...".
Ele esteve internado no Hospital Sírio-Libanês, onde fez transplante de medula para combater uma mielodisplasia – um tipo de falência da medula óssea na produção de células. Ele conseguiu fazer o transplante, mas com baixa compatibilidade. Após a operação, o jurista ficou com baixa imunidade e foi atacado por uma infecção. Faleceu aos 74 anos, em 25 de dezembro de 2018.
Quando do seu falecimento o ex-presidente Luiz Inácio Lula da Silva estava preso na carceragem da Polícia Federal  em Curitiba, que em razão de amizade íntima, pediu à Justiça poder sair e ir particilar do velório. O pedido foi negado pelo juiz plantonista e Lula enviou uma carta.
A Ordem dos Advogados do Brasil do Distrito Federal inaugurou em 24 de outubro de 2019 a "Galeria Sigmaringa Seixas", em homenagem a Luiz Carlos e seu pai (Antonio Carlos). Localizada no quarto andar da sede da OAB-DF reune fotografias históricas.